# Sergi Darder
Pour l’article homonyme, voir Sergi Darder (cyclisme).
Sergi Darder Moll, né le 22 décembre 1993 à Artà, est un footballeur espagnol évoluant au poste de milieu de terrain au RCD Majorque.

## Biographie

### Carrière en club

#### Formation et débuts
Né à Artà (Baléares), Sergi Darder joue pour deux clubs locaux, avant de rejoindre le RCD Espanyol durant l'été 2007, à l'âge de 13 ans. Il joue sa première saison avec la réserve du club en Tercera División (quatrième division).

#### Malaga CF (2013-2015)
En juillet 2013, Darder signe en faveur de Málaga CF. Il impressionne l'entraîneur de l'équipe première, Bernd Schuster et est appelé à participer à la pré-saison avec le groupe pro. Il marque un doublé lors d'un match amical contre Aston Villa. le 14 août 2013, il est définitivement intégré à l'équipe première et joue son premier match en Liga face au Valence CF. Il marque son premier but avec Malaga lors du derby andalou face au Betis Séville.
En deux saisons à Málaga, il dispute 67 matchs et inscrit 6 buts.

#### Olympique lyonnais (2015-2017)

##### Saison 2015-2016
Il est transféré le 30 août 2015 à l'Olympique lyonnais pour un montant de 12 millions d'euros. Il marque son premier but en Ligue 1 avec l'OL le 23 octobre 2015 contre le Toulouse FC, participant au succès de son équipe 3-0. En février 2016, bien que son adaptation à Lyon soit parfois critiquée, notamment en ce qui concerne ses capacités physiques, il affirme son souhait de s'inscrire dans la durée.
Le 28 février 2016, il inscrit un but contre le PSG en réalisant un coup du sombrero sur Thiago Silva, permettant à son équipe de l'emporter 2-1 (Paris était alors invaincu en Ligue 1 jusque-là). Darder livre là son match le plus abouti depuis son arrivée à l'Olympique lyonnais,.
Pour Emmanuel Trumer, journaliste à France Football, l'un des enjeux de la Saison 2016-2017 de l'Olympique lyonnais est de faire de Sergi Darder un maillon essentiel de l'équipe.
Darder fait le bilan de sa saison sur sofoot.com en ces termes : « Pour moi, le plus important cette saison a été de réussir à m'adapter. C'est vrai qu'en janvier, les choses n'allaient pas vraiment comme je le souhaitais, je ne jouais pas beaucoup et surtout pas au niveau que j'espérais. Mais après, j'ai eu une bonne période, j'ai enchaîné une bonne série de matchs. J'ai été en confiance et j'ai pu jouer mon football et apporter à l'équipe ce que je voulais. Donc, je suis plutôt satisfait de cette première saison. »

##### Saison 2016-2017
Le 2 octobre 2016, il ouvre le score d'une tête plongeante face à Saint-Etienne lors du premier derby de l'histoire au Parc Olympique lyonnais. L'OL s'imposera finalement 2-0. Après treize journées de championnat, il est le deuxième milieu le plus utilisé après Corentin Tolisso. Cependant, malgré des performances de haute facture, il ne parvient pas à rester titulaire au yeux de Bruno Génésio. En effet, après la mauvaise performance de Darder contre Guingamp (1-3), Génésio, constatant une fébrilité défensive de son équipe, décide d'instaurer un système en 4-2-3-1. L'éclosion du milieu défensif Lucas Tousart, le talent de Corentin Tolisso et le brassard de capitaine de Maxime Gonalons le poussent sur le banc. 
Darder n'est titularisé que quatre fois en dix matchs entre le 18 novembre 2016 et la trêve hivernale. En décembre , l'agent du joueur puis son entourage mettent la pression sur l'Olympique lyonnais, et demandent des garanties sur le temps de jeu du joueur et sur son statut dans le club. 
Cependant, Darder fait le choix de rester au club et de s'y imposer. Titularisé en Ligue Europa a deux reprises, il délivre une prestation en demi-teinte au match aller contre l'AZ Alkmaar, où Alexandre Lacazette s'offre un doublé, et au match retour s'offre un but après un splendide contrôle orienté et une passe décisive pour Nabil Fekir, auteur d'un triplé, à la suite d'une splendide action . Il contribue donc grandement à la victoire et qualification lyonnaise contre l'AZ Alkmaar pour les 8ème de finales, contre l'AS Roma.
Malgré une situation délicate en club où il doit se contenter de miettes de matchs, il affirme en février 2017 vouloir rester à l'Olympique lyonnais.

#### RCD Espanyol (2017-2023)
Le 1er septembre 2017, Darder est prêté au RCD Espanyol pour une saison avec une option d'achat fixée à huit millions d'euros.
Darder marque son premier but pour son club formateur le 8 janvier 2018 qui permet aux catalans de s'imposer 1-0 contre le Málaga CF et de s'éloigner de la zone de relégation. Il rejoint l'Espanyol le 5 mars après avoir disputé le nombre de rencontres requises, signant au club catalan jusqu'en 2023.
Darder est l'un des joueurs les plus utilisés lors de la saison 2019-2020 avec 44 matchs disputés pour deux buts. Malgré sa régularité sur le plan individuel, le club vit un exercice difficile et s'enlise dans le bas du classement. L'Espanyol finit la saison relégué, une première depuis 1993.
Darder reste au club durant l'été 2020 alors que des rumeurs le disent sur le départ à cause de la descente.

### Carrière internationale
Il est finaliste du championnat d'Europe des moins de 17 ans 2010 avec la sélection espagnole.

## Style de jeu
Sergi Darder est un milieu de terrain relayeur, doté d'une bonne technique et d'une vision du jeu supérieure à la moyenne. Sa capacité à jouer dans les petits espaces et sa qualité de passes font de lui un milieu de terrain plutôt tourné vers l'attaque. Son grand potentiel est freiné par des lacunes physiques et une certaine irrégularité dans les performances.
Il commente l'évolution de son style de jeu : « mon rôle a changé sur le terrain ici en France. Quand j'étais à Málaga, je jouais comme milieu défensif et je faisais attention au jeu de Xabi Alonso, un joueur que j'aime beaucoup. Ici, je joue un peu plus comme relayeur et des joueurs comme Iniesta ou Modrić sont donc des exemples dans ce registre. »

## Palmarès
Avec l'Olympique lyonnais, Darder est vice-champion du Championnat de France en 2016.
En sélection, Darder est finaliste du championnat d'Europe des moins de 17 ans 2010 avec les moins de 17 ans.

## Statistiques
| Saison                | Club                  | Championnat           | Championnat | Championnat | Championnat | Coupe nationale | Coupe nationale | Coupe nationale | Coupe de la Ligue | Coupe de la Ligue | Coupe de la Ligue | Supercoupe | Supercoupe | Supercoupe | Compétition(s) continentale(s) | Compétition(s) continentale(s) | Compétition(s) continentale(s) | Compétition(s) continentale(s) | Autres compétitions | Autres compétitions | Autres compétitions | Autres compétitions | Total | Total | Total |
| Saison                | Club                  | Division              | M.          | B.          | P.d.        | M.              | B.              | P.d.            | M.                | B.                | P.d.              | M.         | B.         | P.d.       | Comp.                          | M.                             | B.                             | P.d.                           | Comp.               | M.                  | B.                  | P.d.                | M.    | B.    | P.d.  |
| 2013-2014             | Atlético Malagueño    | TD                    | 35          | 0           | -           | -               | -               | -               | -                 | -                 | -                 | -          | -          | -          | -                              | -                              | -                              | -                              | BR                  | 2                   | 1                   | -                   | 37    | 1     | 0     |
| Sous-total            | Sous-total            | Sous-total            | 35          | 0           | -           | -               | -               | -               | -                 | -                 | -                 | -          | -          | -          | -                              | -                              | -                              | -                              | -                   | 2                   | 1                   | -                   | 37    | 1     | 0     |
| 2013-2014             | Málaga CF             | Liga                  | 29          | 2           | 2           | 1               | 0               | 0               | -                 | -                 | -                 | -          | -          | -          | -                              | -                              | -                              | -                              | -                   | -                   | -                   | -                   | 30    | 2     | 2     |
| 2014-2015             | Málaga CF             | Liga                  | 34          | 4           | 0           | 2               | 0               | 0               | -                 | -                 | -                 | -          | -          | -          | -                              | -                              | -                              | -                              | -                   | -                   | -                   | -                   | 36    | 4     | 0     |
| 2015-2016             | Málaga CF             | Liga                  | 1           | 0           | 0           | -               | -               | -               | -                 | -                 | -                 | -          | -          | -          | -                              | -                              | -                              | -                              | -                   | -                   | -                   | -                   | 1     | 0     | 0     |
| Sous-total            | Sous-total            | Sous-total            | 64          | 6           | 2           | 3               | 0               | 0               | -                 | -                 | -                 | -          | -          | -          | -                              | -                              | -                              | -                              | -                   | -                   | -                   | -                   | 67    | 6     | 2     |
| 2015-2016             | Olympique lyonnais    | Ligue 1               | 26          | 2           | 2           | 3               | 1               | 3               | 2                 | 0                 | 1                 | -          | -          | -          | C1                             | 4                              | 0                              | 0                              | -                   | -                   | -                   | -                   | 35    | 3     | 6     |
| 2016-2017             | Olympique lyonnais    | Ligue 1               | 22          | 1           | 2           | 2               | 0               | 0               | 1                 | 0                 | 0                 | 1          | 0          | 0          | C1+C3                          | 6+2                            | 0+1                            | 0+1                            | -                   | -                   | -                   | -                   | 34    | 2     | 3     |
| 2017-2018             | Olympique lyonnais    | Ligue 1               | 3           | 0           | 0           | -               | -               | -               | -                 | -                 | -                 | -          | -          | -          | C3                             | -                              | -                              | -                              | -                   | -                   | -                   | -                   | 3     | 0     | 0     |
| Sous-total            | Sous-total            | Sous-total            | 51          | 3           | 4           | 5               | 1               | 3               | 3                 | 0                 | 1                 | 1          | 0          | 0          | -                              | 12                             | 1                              | 1                              | -                   | -                   | -                   | -                   | 72    | 5     | 9     |
| 2017-2018             | RCD Espanyol (prêt)   | Liga                  | 35          | 1           | 2           | 5               | 0               | 0               | -                 | -                 | -                 | -          | -          | -          | -                              | -                              | -                              | -                              | -                   | -                   | -                   | -                   | 40    | 1     | 2     |
| 2018-2019             | RCD Espanyol          | Liga                  | 34          | 4           | 2           | 6               | 1               | 0               | -                 | -                 | -                 | -          | -          | -          | -                              | -                              | -                              | -                              | -                   | -                   | -                   | -                   | 40    | 5     | 2     |
| 2019-2020             | RCD Espanyol          | Liga                  | 36          | 2           | 1           | 0               | 0               | 0               | -                 | -                 | -                 | -          | -          | -          | C3                             | 8                              | 1                              | 2                              | -                   | -                   | -                   | -                   | 44    | 3     | 3     |
| 2020-2021             | RCD Espanyol          | LaLiga 2              | 40          | 6           | 3           | 1               | 0               | 0               | -                 | -                 | -                 | -          | -          | -          | -                              | -                              | -                              | -                              | -                   | -                   | -                   | -                   | 41    | 6     | 3     |
| 2021-2022             | RCD Espanyol          | Liga                  | 35          | 4           | 7           | 3               | 0               | 0               | -                 | -                 | -                 | -          | -          | -          | -                              | -                              | -                              | -                              | -                   | -                   | -                   | -                   | 38    | 4     | 7     |
| 2022-2023             | RCD Espanyol          | Liga                  | 38          | 5           | 2           | 3               | 1               | 0               | -                 | -                 | -                 | -          | -          | -          | -                              | -                              | -                              | -                              | -                   | -                   | -                   | -                   | 41    | 6     | 2     |
| Sous-total            | Sous-total            | Sous-total            | 218         | 23          | 17          | 18              | 2               | 0               | 0                 | 0                 | 0                 | 0          | 0          | 0          | -                              | 8                              | 1                              | 2                              | -                   | 0                   | 0                   | 0                   | 244   | 26    | 19    |
| 2023-2024             | RCD Majorque          | Liga                  | 36          | 2           | 5           | 5               | 0               | 0               | -                 | -                 | -                 | -          | -          | -          | -                              | -                              | -                              | -                              | -                   | -                   | -                   | -                   | 41    | 2     | 5     |
| 2024-2025             | RCD Majorque          | Liga                  | 38          | 2           | 6           | 1               | 0               | 0               | -                 | -                 | -                 | 1          | 0          | 0          | -                              | -                              | -                              | -                              | -                   | -                   | -                   | -                   | 40    | 2     | 6     |
| 2025-2026             | RCD Majorque          | Liga                  | 1           | 0           | 0           | 0               | 0               | 0               | -                 | -                 | -                 | -          | -          | -          | -                              | -                              | -                              | -                              | -                   | -                   | -                   | -                   | 1     | 0     | 0     |
| Sous-total            | Sous-total            | Sous-total            | 75          | 4           | 11          | 6               | 0               | 0               | 0                 | 0                 | 0                 | 1          | 0          | 0          | -                              | 0                              | 0                              | 0                              | -                   | 0                   | 0                   | 0                   | 82    | 4     | 11    |
| Total sur la carrière | Total sur la carrière | Total sur la carrière | 443         | 35          | 34          | 32              | 3               | 3               | 3                 | 0                 | 1                 | 2          | 0          | 0          | -                              | 20                             | 2                              | 3                              | -                   | 2                   | 1                   | 0                   | 502   | 41    | 41    |